# Aleksander Ostrowski (właściciel ziemski)
Aleksander Ostrowski (ur. 12 września 1810 w Maluszynie, zm. 6 maja 1896, tamże) – ziemianin, działacz polityczny.

## Życiorys
Ojcem Aleksandra był Wojciech senator-kasztelan Królestwa Polskiego i Józefa z Potockich córka Aleksandra Potockiego ministra policji w okresie Księstwa Warszawskiego. W 1827 rozpoczął studia na wydziale prawa Królewskim Uniwersytecie Warszawskim, wyjechał na studia do Monachium, ukończone w 1830. W tym samym czasie odbył kilka podróży do Szwajcarii, Rzymu i Włoch. Po studiach wrócił do kraju i wstąpił do wojska. Na początku służby wojskowej był prostym żołnierzem w szwadronie jazdy poznańskiej, a potem w 5 Pułku Ułanów imienia Zamoyskich w stopniu oficera. Z całym korpusem po przekroczeniu granicy złożył broń pod Zawichostem. Osadzony w fortecy w Ołomuńcu, Aleksander pozostał, wraz ze swoimi towarzyszami do czasu ogłoszenia amnestii przez cesarza Mikołaja.
Powrócił do rodzinnego majątku który zaczął unowocześniać za zgodą ojca. Rozbudował podupadłą gospodarkę rybną, w 1845 założył w swoim folwarku w Silniczce małą cukrownię, w 1863 dochód z niej wynosił 1.793.000 rubli. Aleksander miał w niej 51% udziałów. W 1882 roku wprowadził jako pierwszy oświetlenie elektryczne za pomocą lamp łukowych. W tym samym roku w folwarku pojawiła się maszyna parowa. założony został szpital na początku przeznaczony dla pracowników najemnych, a następnie dla chłopów mieszkających w dobrach maluszyńskich. Szpital liczył dziesięć łóżek. W późniejszym czasie utrzymywano także lekarza. Wybudował też 14 szkół na terenie swojego majątku. Swojej służbie i oficjalistom przyznawał emerytury, nie zapominając o wdowach i nieletnich dzieciach. Dla włościan i całej swojej służby powołał kasę zapomogowopożyczkową, która spełniała rolę kasy oszczędności.
W 1850 roku Aleksander Ostrowski rozpoczął brać czynny udział w życiu publicznym, został wybrany radcą Dyrekcji Głównej Towarzystwa Kredytowo Ziemskiego w guberni kaliskiej. W 1852 roku awansował i od tej pory zasiadał w zarządzie głównym Towarzystwa. należał do redakcji „Roczników Gospodarstwa Krajowego”, zawiązanych w 1842, a od 1858 do Towarzystwa Rolniczego, piastując od 1859 roku godność wiceprezesa Towarzystwa Rolniczego. Od 1861 pełnił urząd członka Rady Stanu, później od 1862 gubernatora cywilnego radomskiego. W roku 1863 został dyrektorem Komisji Spraw Wewnętrznych, 3 marca 1864 roku został zwolniony z obowiązków dyrektora. Pozostał nadal członkiem Rady Stanu. W 1863 roku był przewodniczącym w wydziale próśb i zażaleń, a w 1866 roku pracował w wydziale skarbowo- administracyjnym. Po rozwiązaniu Rady Stanu w roku 1867, Aleksander Ostrowski odszedł z rządu. Otrzymał order św. Anny I klasy. Członek korespondent Galicyjskiego Towarzystwa Gospodarskiego (1859–1896),
Aleksander Ostrowski ożeniony był z Heleną z hrabiów Morsztynów. Miał z nią sześcioro dzieci, synów: Augusta (ur. 1836), Jana (ur. 1840), Konrada (1846 -1848) oraz Józefa, a także dwie córki: Marię (ur. 1838) i najmłodszą Ludwikę (ur. 1851).
Aleksander Ostrowski został pochowany w kościele parafialnym w Maluszynie, którego był największym dobroczyńcą. Po jego śmierci majątek odziedziczył syn Józef. Ostrowski posiadał 370 hektarów ziemi na terytorium dzisiejszej Ukrainy.